# رحمان ۱۴۰۰
رحمان ۱۴۰۰ فیلمی ایرانی در ژانر طنز به کارگردانی منوچهر هادی، تهیه‌کنندگی علی سرتیپی و نویسندگی بابک کایدان و سعید شاهی است که در اواخر ۱۳۹۶ به نمایش درآمد. بازیگران فیلم مهران مدیری، سعید آقاخانی،  یکتا ناصر، بهرام افشاری، ساره بیات، غلامرضا نیکخواه و محمدرضا گلزار هستند.فیلم‌برداری این فیلم از اوایل مرداد ۱۳۹۶ شروع شد و در مهر ۱۳۹۶ به پا‌یان رسید. این فیلم در ۲۵ اسفند ۱۳۹۶ در سینماهای ایران اکران شده‌است. پس از چند هفته از اکران فیلم طبق بررسی‌های صورت گرفته معلوم شد که نسخهٔ درحال اکران، نسخهٔ اصلاح‌شدهٔ فیلم نیست و اکران فیلم در سراسر کشور متوقف شد. رحمان ۱۴۰۰ چهاردهمین فیلم پرفروش تاریخ سینمای ایران است.

## خلاصهٔ داستان
رحمان (سعید آقاخانی) آبدارچی یک شرکت است و پزشک به او اعلام کرده‌است که به‌زودی به‌علت سرطان از دنیا خواهد رفت. از این‌جهت رحمان فکری به سرش می‌زند تا از مرگ خود برای خانواده‌اش سودی حاصل کند؛ امّا همیشه با بدشانسی روبه‌رو می‌شود. او با دوستش انوش (بهرام افشاری) نقشه‌هایی طراحی می‌کنند که اشکان (محمدرضا گلزار) پسر رئیس شرکت (مهران مدیری)، بلایی سر رحمان بیاورد که خانوادهٔ رحمان با پول دیه، زندگی خوبی داشته‌ باشند.

## بازیگران
| بازیگر          | نقش           | توضیحات                   |
| --------------- | ------------- | ------------------------- |
| مهران مدیری     | حاج‌آقا جالوسی | رئیس شرکت                 |
| محمدرضا گلزار   | اشکان جالوسی  | پسر حاج‌آقا جالوسی         |
| سعید آقاخانی    | رحمان         | همسر شراره - نقش اصلی     |
| بهرام افشاری    | انوش          | دوست رحمان و نظافت‌چی شرکت |
| یکتا ناصر       | شراره         | همسر رحمان                |
| ساره بیات       | نازی          | نامزد اشکان               |
| غلامرضا نیکخواه |               | پزشک                      |
| علی سخنگو       | ساسان (ساسی)  | دوست اشکان                |
| مریم عبدل‌زاده   | اورانوس       | دختر بزرگ رحمان و شراره   |
| سما بختیاری     | بازیگر کودک   | فرزند رحمان و شراره       |
| آیهان شایگان    | بازیگر خردسال | فرزند رحمان و شراره       |
| رایان شایگان    | بازیگر خردسال | فرزند رحمان و شراره       |

## موسیقی
| شماره | نام                                  | خواننده      | مدت  |
| ----- | ------------------------------------ | ------------ | ---- |
| ۱.    | «رحمان ۱۴۰۰» (تیتراژ شروع (بی کلام)) | بابک زرین    | ۱:۳۲ |
| ۲.    | «دوست دارم زندگی رو» (تیتراژ پایانی) | سیروان خسروی | ۴:۲۶ |
| ۳.    | «آهنگساز»                            | بابک زرین    | ۱:۵۰ |

## رکوردهای فروش
رحمان ۱۴۰۰ رکورد فروش روزانهٔ سینمای ایران را شکست. این فیلم با فروش بیش از ۱ میلیارد و ۳۵۰ میلیون در روز ۱۴ فروردین ۱۳۹۷ صاحب رکورد بیشترین فروش یک فیلم در یک روز شد. سال گذشته آن، این رکورد در اختیار فیلم هزارپا بود.

## توقیف
پس از اکران فیلم رحمان ۱۴۰۰ و فروش بسیار آن، مشخص شد که در برخی سینماها نسخهٔ اصلاح‌نشدهٔ فیلم روی پردهٔ نمایش قرار گرفته‌است؛ به‌همین دلیل، اکران این فیلم در تاریخ ۲۴ فروردین ۱۳۹۷ در سراسر کشور متوقف شد.